# Jüdische Gemeinde Rostock
Die Jüdische Gemeinde in Rostock hat eine Geschichte, die bis zur Stadtgründung der mecklenburgischen Hansestadt Rostock zurückreicht. Sie weist nach mehrfacher Zerstörung heute wieder ein lebendiges Gemeindeleben auf. Die Gemeinde ist Mitglied im Landesverband der Jüdischen Gemeinden in Mecklenburg-Vorpommern.

## Geschichte

### Erste Gemeinde
Bereits kurz nach der Stadtgründung, in der Mitte des 13. Jahrhunderts, siedelten erste Juden in Rostock. Sie betrieben Handel und Geldgeschäfte, ein Darlehen an die Stadt ist für das Jahr 1270 belegt. 1279 erhielt die Gemeinde einen Begräbnisplatz bewilligt, worauf ein jüdischer Friedhof nordwestlich der Stadt vor dem Kröpeliner Tor angelegt wurde. Eine Synagoge ist für diese Zeit nicht nachgewiesen. Im 14. Jahrhundert, zur Zeit des „Schwarzen Todes“, wurden Juden auch in Rostock aufgrund des Gerüchtes, Brunnenvergiftung zu betreiben, aus der Stadt vertrieben. Jahrhundertelang blieb jüdischen Menschen danach eine Ansiedlung in Rostock verboten.

### Zweite Gemeinde

#### Deutsches Kaiserreich

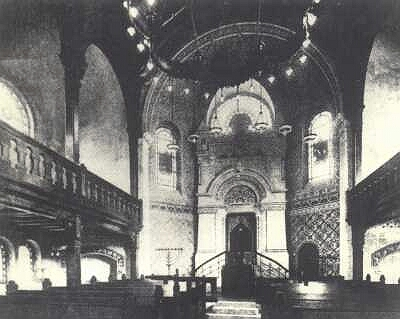
Die Synagoge in der Augustenstraße 101

1868 kamen wieder erste Juden nach Rostock und nach der deutschen Reichsgründung 1871 erhielten sie auch eine Siedlungserlaubnis. Die Gemeinde wuchs schnell und zu Beginn des 20. Jahrhunderts gab es bereits über 300 Gemeindemitglieder. Die Gemeinde richtete einen Friedhof ein und errichtete 1902 die Synagoge in der Augustenstraße 101. Die Mitglieder der Gemeinde integrierten sich in das deutsche soziale Leben, waren im Handel und Gewerbe, aber auch im Bildungswesen tätig, und schlossen sich dem Central-Verein deutscher Staatsbürger jüdischen Glaubens an. Im Ersten Weltkrieg kämpften an den Fronten 60 Gemeindemitglieder, von denen die meisten dort starben.

#### Weimarer Republik
Mit der Errichtung der Weimarer Republik und der Verabschiedung der Weimarer Verfassung und den darin festgelegten Grundsätzen der Glaubens- und Gewissensfreiheit sowie die Abschaffung der Staatskirche im Jahr 1919 fielen auch für die jüdischen Mitbürger die bis dahin noch bestehenden Einschränkungen und Behinderungen ihrer Betätigungen. Viele Juden nahmen aktiv am gesellschaftlichen Leben teil, es gab unter ihnen viele Ärzte, Juristen, Hochschullehrer und Künstler. Um das geistliche Zentrum, der Synagoge, entfaltete sich ein reges Gemeindeleben mit Sonntagsschule, Hilfsorganisationen und Gruppen und Vereine für alle Altersgruppen. Die jüdische Gemeinde erlebte eine Blütezeit.

#### Nationalsozialismus

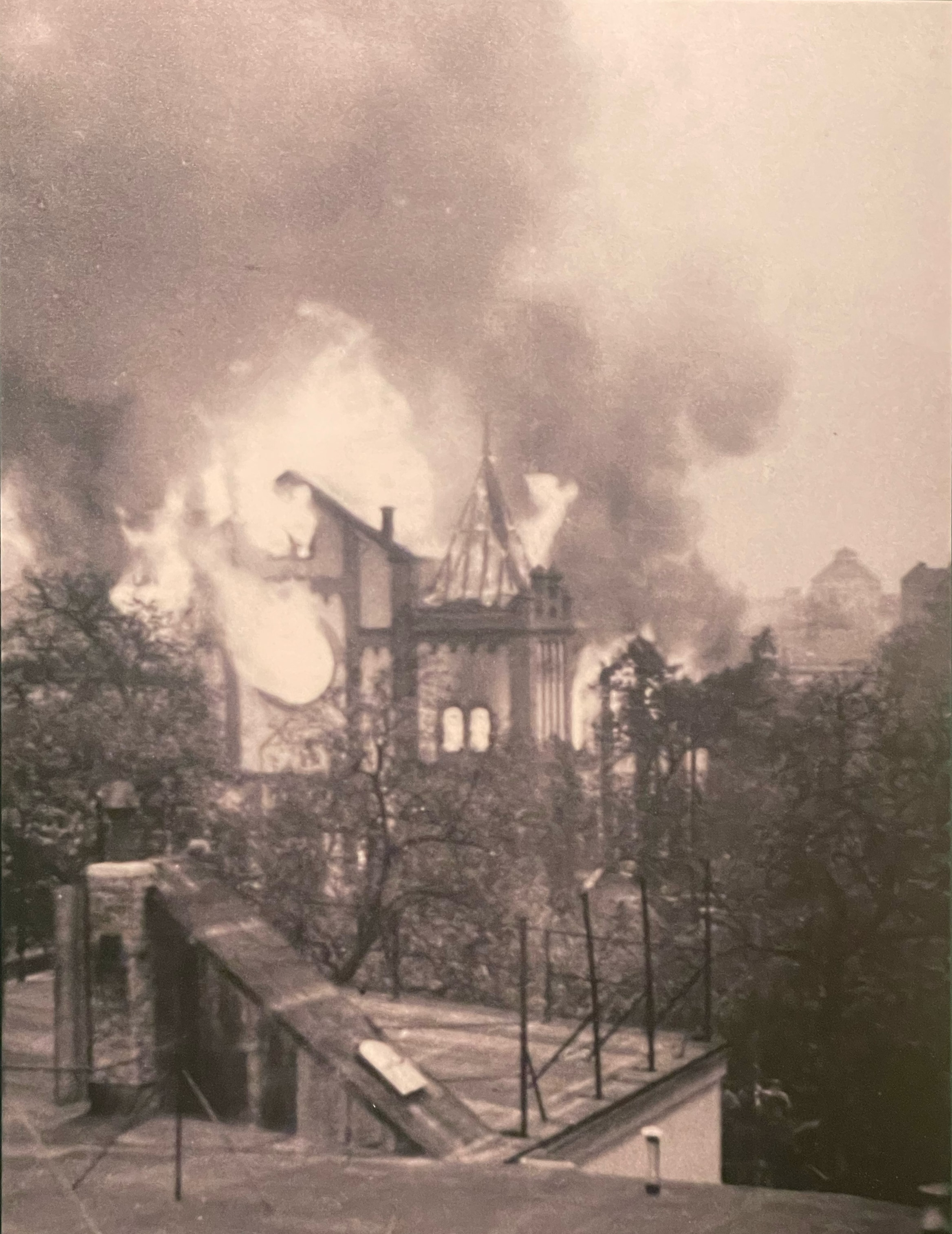
Die nach Brandstiftung brennende Synagoge in der Augustenstraße, 10. November 1938

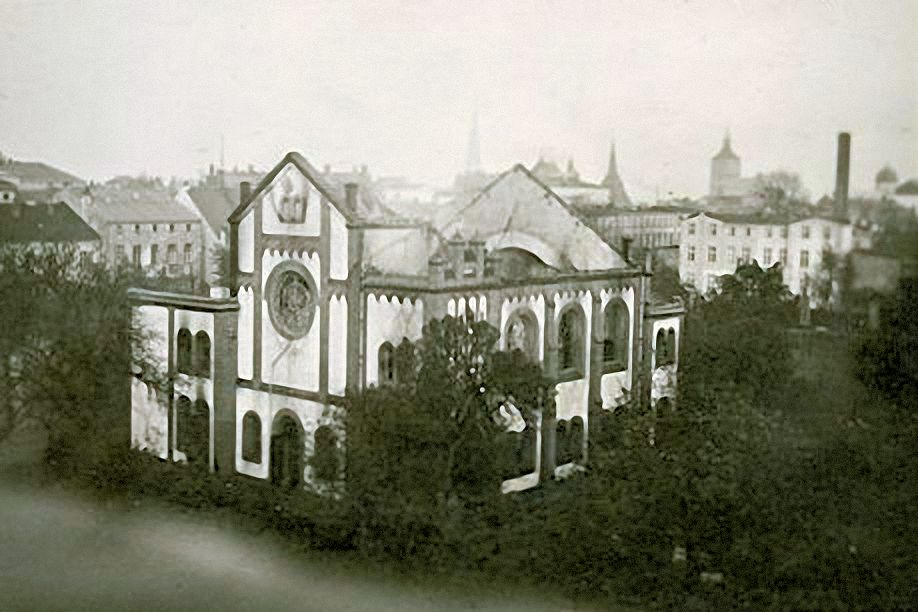
Ruine der Rostocker Synagoge, ca. Frühjahr 1939

Ab 1933 mussten die Juden unter dem staatlich verordneten und von vielen Bürgern aufgenommenen Antisemitismus leben und leiden. Der Auftakt zum „Judenboykott“ erfolgte in Rostock am 30. März 1933 mit der Postierung von SA-Leuten vor jüdischen Geschäften und setzte sich am Folgetag mit einer Großkundgebung auf der Reiferbahn fort. Der Boykott von insgesamt 57 Rostocker Geschäften, Arztpraxen und Anwaltskanzleien wurde mit Einschüchterung und Gewalt durchgesetzt. Mit der Verabschiedung der Nürnberger Gesetze wurde staatlicherseits die gesetzliche Grundlage dafür geliefert. Das Reichsbürgergesetz legte fest, dass kein Jude mehr ein öffentliches Amt innehaben durfte. Auch die jüdischen Beamten, die seit der Einführung des Berufsbeamtengesetzes von der Entlassung verschont geblieben waren, mussten zum 31. Dezember 1935 den Dienst quittieren. Außerdem verloren Juden das politische Wahlrecht, 1938 wurde jüdischen Ärzten und Rechtsanwälten die Zulassung entzogen. 
Im Jahre 1938 erreichte die Judenverfolgung eine neue Dimension. Maßnahmen wie erhöhte Steuerforderungen und Löschung aus dem Handelsregister zwangen jüdische Geschäftsinhaber zur Aufgabe ihrer Unternehmen. Die Verdrängung jüdischer Unternehmen fand Mitte 1939 ihren Abschluss. In Rostock wurden im Rahmen der Deportation am 28. Oktober 1938 insgesamt 37 Juden verhaftet und in der „Polenaktion“ nach Polen abgeschoben. Im Zuge des von den Nationalsozialisten entfesselten Novemberpogroms brannte am 10. November 1938 die Synagoge in der Augustenstraße. Dem Brandanschlag folgte unmittelbar eine Welle der Gewalt. SA- und SS-Trupps besetzten Häuser, Wohnungen und Geschäfte, zerstörten Einrichtungsgegenstände und tyrannisierten jüdische Bürger. 64 von der Gestapo verhaftete Juden wurden in die Strafanstalt Altstrelitz eingewiesen, wo sie erschwerten Haftbedingungen ausgesetzt waren. Die Auswanderung der restlichen Juden unterstützte der Vorsitzende der jüdischen Gemeinde Arnold Bernhard mit den Erträgen aus dem Zwangsverkauf des Synagogengrundstücks.
Die meisten Juden verließen die Stadt und versuchten, ins Ausland zu flüchten, einige hatten Selbstmord begangen, wie der Zahnmediziner Prof. Hans Moral. 70 Gemeindemitgliedern gelang es nicht, bis zum Beginn des Zweiten Weltkriegs die Stadt zu verlassen, sie wurden von 1942 bis 1944 in Konzentrationslager deportiert und kamen fast alle dort ums Leben. Damit hörte die Gemeinde auf, zu existieren.

### Dritte Gemeinde

#### Nachkriegszeit und DDR

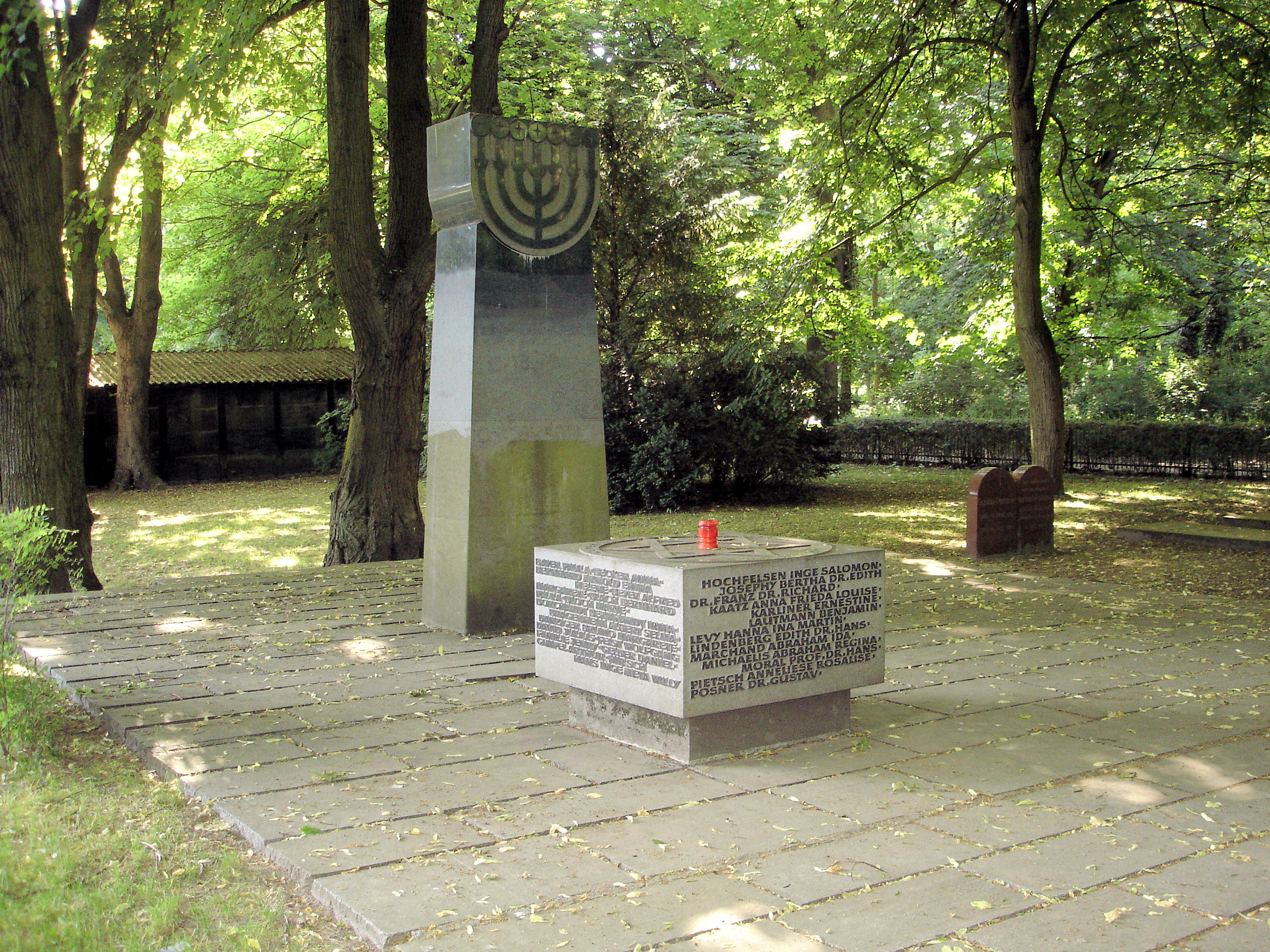
Denkmal auf dem Jüdischen Friedhof

Nach dem Ende des Krieges entschieden sich die meisten der wenigen Holocaust-Überlebenden für eine Ausreise nach Palästina, um einen neuen jüdischen Staat aufzubauen. Sie hatten das Vertrauen für einen Neubeginn in die Regierungen und in ihre Mitbürger verloren. Im gesamten Nachkriegsdeutschland waren etwa 23.000 Gemeindemitglieder gemeldet, daneben lebten etwa 15.000 Juden in Deutschland. 
Nach der Gründung der Bundesrepublik und der DDR 1949 und dem Beginn des Kalten Krieges lebte die überwiegende Zahl der Juden auf dem Gebiet der Bundesrepublik, so waren es 1950 etwa 22.431. Hier konnte sich schnell ein funktionierendes Gemeindewesen entwickeln, 1950 kam es zur Gründung des Zentralrates der Juden in Deutschland. Durch die Aufnahme von diplomatischen Beziehungen, gute Handelsbeziehungen und Reparationszahlungen an Israel konnte die Bundesregierung ihre Wiedergutmachungspolitik gestalten.
Diejenigen Juden, die bewusst ihren Lebensmittelpunkt in der DDR suchten, waren meist Sozialisten, Kommunisten und Atheisten, die teilweise hohe Posten in der DDR bekleideten, wie beispielsweise Markus Wolf, Hermann Axen und Albert Norden oder als Künstler erfolgreich waren, wie Anna Seghers oder Lea Grundig. Ein jüdisches Gemeindeleben fand nicht statt. Ein gewisser Antisemitismus, der auch in der immer idealisierten Sowjetunion stark vertreten war, herrschte auch in der DDR. Dieser nahm stark zu, als nach dem Sechstagekrieg Israel als „zionistischer Aggressor“ gegen die arabischen Staaten dargestellt wurde. Zum Ende der DDR waren in der gesamten DDR lediglich 630 Juden in Gemeinden gemeldet, es gab keine jüdischen Schulen und Ausbildungsmöglichkeiten. Zu hohen Feierlichkeiten reiste ein Rabbiner aus Budapest an. 
In Rostock wurden einige Juden von der sowjetischen Besatzung nach dem Kriegsende in leitende Stellen eingesetzt und leisteten in den Notjahren entscheidende Arbeit, wie die Kinderärztin Hedwig von Goetzen oder der Fabrikant Leo Glaser, der die LDPD mit aufbaute und als Leiter des Finanzamtes eingesetzt wurde oder der erste Leiter des Gesundheitsamtes Heinrich Strauß. Sie alle hatten in den Kriegsjahren ihre Habe verloren und jahrelang nicht arbeiten dürfen. Zu ihnen gehörte auch der 1981 zum Ehrenbürger Rostocks ernannte Ernst Hilzheimer. Er gehörte der Entnazifizierungskommission der Stadt an, die eng mit den antifaschistischen Kräften zusammenarbeitete. Ein Teil der Paulsstraße trug von 1986 bis 1991 seinen Namen. Viele Rostocker jüdischer Herkunft waren aber nicht gläubig, so dass die Gründung einer Gemeinde hier nicht stattfand. Erst 1948 wurde in Schwerin eine Jüdische Gemeinde für das ganze Land Mecklenburg gegründet, in der sich etwa 100 Gläubige, darunter auch Rostocker, zusammenfanden. Die Rostocker Gemeindemitglieder betreuten den Friedhof im Lindenpark, der durch die Stadt bereits 1945 wieder rekultiviert wurde. Ein lange währender Kampf mit der Stadt um das Grundstück in der Augustenstraße, auf dem die Synagoge stand, endete ergebnislos, da die Gemeinde kein Geld zum Kauf hatte. Die Stadt ließ darauf ein Wohnhaus errichten. Erst 1988 wurde eine Erinnerungsstele an dieser Stelle aufgestellt. Durch den Wegzug vieler Gemeindemitglieder in den Westen Deutschlands oder ihren Tod kam das Gemeindeleben in den 1970er Jahren zum Erliegen.

#### Entwicklung seit 1989

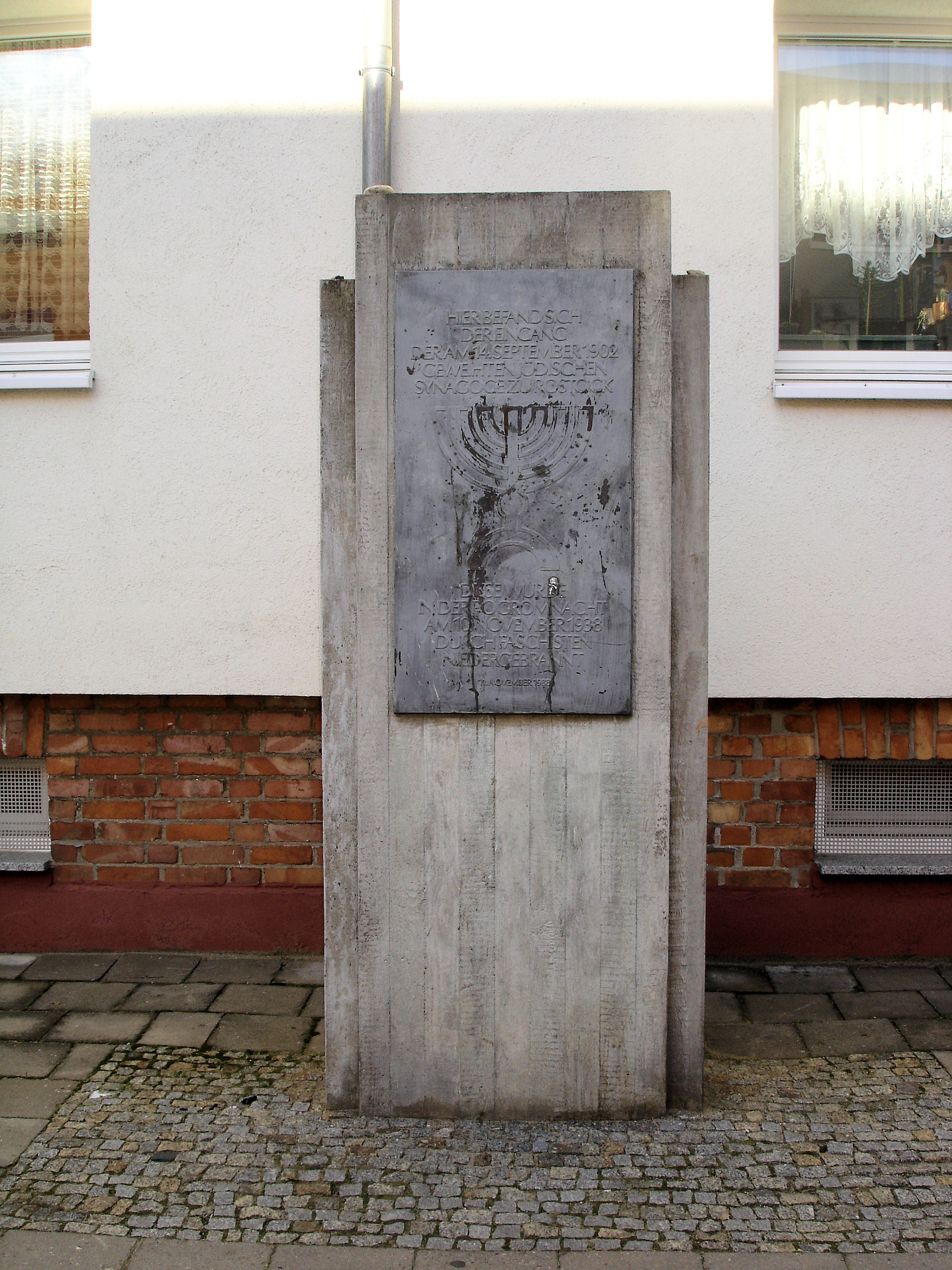
Gedenkstein am Standort der Synagoge in der Augustenstraße

Mit der Wiedervereinigung und dem Einzug demokratischer Strukturen bekannte sich auch die Stadt Rostock dazu, das Wiedererstehen einer jüdischen Gemeinde zu fördern. Beigetragen zur positiven Entwicklung hat der Kontakt zu dem israelischen Historiker Yaakov Zur, der bereits 1988 im Zusammenhang mit einer Forschungsarbeit zur Geschichte der Juden in Rostock begann und nach der Wende intensiviert wurde. Yaakov Zur wurde für seine Verdienste zur Versöhnung mit dem jüdischen Volk Ehrendoktor der Universität Rostock und Ehrenbürger der Stadt. 
1990 wurde die Vereinigung für jüdische Geschichte und Kultur in Rostock e.V. gegründet. Am Schillerplatz wurde durch eine Schenkung des Sohnes des ehemaligen Gemeindevorstehers in Rostock, Max Samuel, in dessen ehemaliger Villa eine Begegnungsstätte eingerichtet. Im Max-Samuel-Haus fand am 15. November 1992 die Gründung der Landesgemeinde Mecklenburg-Vorpommerns statt, der erste Vorsitzende war Arkadi Litvan. Bereits nach einem Jahr wurden 34 Gemeindemitglieder gezählt. Von hier aus wurden auch die vielen jüdischen Einwanderer aus Russland betreut, die ab 1990 ins Land kamen. Eine verbindliche Rechtsgrundlage erhielt die Gemeinde durch den am 14. Juni 1996 geschlossenen Staatsvertrag mit der Landesregierung Mecklenburg-Vorpommerns unter dem Ministerpräsidenten Berndt Seite. Die Zahl der Gemeindemitglieder wuchs ständig, so dass am 24. April 1994 eine eigene Rostocker Gemeinde gegründet wurde. Der Landesverband wurde Mitglied des Zentralrates der Juden in Deutschland, dessen damaliger Vorsitzender Ignatz Bubis viel für die Gemeinden im Land erreicht hat. 
Ein weiterer Meilenstein in der Geschichte der Rostocker Gemeinde war der Vertrag, der zwischen der Stadt Rostock unter ihrem Oberbürgermeister Arno Pöker und dem Vorsitzenden der Gemeinde, Leonid Bogdan, am 8. November 1998 unterzeichnet wurde und in dem die Stadt Unterstützung bei der Einrichtung eines jüdischen Kindergartens und Friedhofs und beim Bau einer neuen Synagoge zusicherte.

## Jüdische Gemeinde heute
Die jüdische Gemeinde in Rostock konnte durch die Überlassung eines Hauses in der Augustenstraße durch die Stadt eine Zentrale ihres Glaubens in Rostock aufbauen. Hier gibt es einen Synagogenraum mit einer Thorarolle, die aus Aachen nach Rostock kam, Platz für Gemeindearbeit, wie Religionsunterricht und Sonntagsschule für Kinder und karitative Tätigkeit. Das Gemeindeleben ist vielfältig mit Angeboten für alle Altersgruppen. Besondere Bedeutung hat nach wie vor die Betreuung von jüdischen Zuwanderern. Durch die Gründung des Kulturzentrums Schamaim gestaltete sich die kulturelle Arbeit der Gemeinde planmäßig und vielgestaltig. Hier wird der Umgang der jüdischen mit der deutschen und russischen Kultur gepflegt. Es ist auch der Sitz des Jüdischen Theaters „Mechaje“. Eine Gemeindebibliothek stellt Literatur zum jüdischen Leben und Glauben bereit und eine jüdische Zeitung wird herausgegeben. In Rostock existiert ein jüdischer Sportverein Makkabi Rostock e.V. Das höchste Gremium in der Gemeinde ist die Repräsentantenversammlung, die alle drei Jahre gewählt wird und den Vorstand und die Revisionskommission wählt. Getragen wird die Hauptlast der Gemeindearbeit von ehrenamtlichen Gemeindemitgliedern.
Die Gemeinde arbeitet mit vielen gesellschaftlichen Organisationen zusammen; dazu gehören die Stiftung Begegnungsstätte für jüdische Geschichte und Kultur, die Freunde und Förderer des Max-Samuel-Hauses, die Deutsch-Israelische Gesellschaft, die Vereinigung der Verfolgten des Naziregimes – Bund der Antifaschistinnen und Antifaschisten und die Evangelische und Katholische Kirche. Gedenkveranstaltungen werden organisiert, so am 9. November, dem Jahrestag der Reichspogromnacht, oder am 8. Mai, dem Jahrestag des Kriegsendes. 

### Neuer Jüdischer Friedhof
Die heutige Jüdische Gemeinde richtete 1996 auf einem Abschnitt des 1977 eröffneten Westfriedhofs Rostocks einen Friedhof ein. Das dortige Begräbnisfeld wurde 2018 durch ein doppelt so großes Areal von etwa 3000 Quadratmetern an anderer Stelle des Westfriedhofs ergänzt.
Nachdem die Anzahl der Gemeindemitglieder bis 2007 stark angestiegen war, ist sie seitdem rückläufig:
| Jahr | Mitglieder | Jahr | Mitglieder |
| ---- | ---------- | ---- | ---------- |
| 1994 | 103        | 2012 | 674        |
| 1997 | 228        | 2014 | 617        |
| 2000 | 389        | 2016 | 582        |
| 2004 | 613        | 2018 | 566        |
| 2007 | 711        | 2020 | 540        |
| 2008 | 697        | 2021 | 531        |
| 2010 | 680        |      |            |